# Автошлях N7 (ПАР)
Автошлях N7 — національний маршрут у Південній Африці, який пролягає від Кейптауна на північ через регіони Західного узбережжя та Намакваленд до кордону з Намібією у Віолсдріфі. Після перетину кордону він змінює позначення на B1 і пролягає на північ через Віндгук і північ Намібії.
Національний маршрут N7 утворює першу ділянку шосе Триполі-Кейптаун, яке є запропонованим сполученням між Триполі, столицею Лівії, та Кейптауном, який розробляє Економічна комісія ООН для Африки (UNECA), Африканський розвиток Банк (AfDB) і Африканський союз.

## Маршрут
N7 починається на чотиристоронній розв'язці з Національним маршрутом N1 у Кейптауні, поруч із парком Акація. На південь від цієї розв’язки проходить траса М7 Кейптауна (Jakes Gerwel Drive).
Частина дороги в Кейптауні є автострадою, але вона втрачає статус автостради з обмеженим доступом незабаром після виїзду за межі міста на розв’язці M12 (Malibongwe Drive). Звідси вона залишається двопроїзною дорогою до перехрестя R45 відразу після Мальмсбері. N7 знову отримує статус автомагістралі з обмеженим доступом на розв’язці Мелкбосстранд M19, яка веде до Малмсбері після завершення дорожніх робіт у 2020 році. Після цього N7 — це однопроїзна дорога з широкими асфальтованими узбіччями до перевалу Пікеніерсклуф і через долину річки Оліфантс до Кланвільяма.
Інша частина дороги N7 до кордону з Намібією, через Вредендал і Спрінгбок (де вона з’єднується з національною трасою N14), є однопроїзною дорогою без узбіч.
Після перетину з Намібією вона стає дорогою B1 до Кітмансхупа та Віндгука.

## Трансафриканська мережа автомобільних доріг
Національний маршрут N7 утворює першу ділянку шосе Триполі-Кейптаун, яке є запропонованим сполученням між Триполі, столицею Лівії, та Кейптауном, який розробляє Економічна комісія ООН для Африки (UNECA), Африканський розвиток Банк (AfDB) і Африканський союз.